# Myrkremla
Myrkremla (Russula helodes) är en svampart som beskrevs av Melzer 1929. Myrkremla ingår i släktet kremlor och familjen kremlor och riskor.  Arten är reproducerande i Sverige. Inga underarter finns listade i Catalogue of Life.

## Bildgalleri